# Liste der Kulturdenkmäler in Oberelbert
In der Liste der Kulturdenkmäler in Oberelbert sind alle Kulturdenkmäler der rheinland-pfälzischen Ortsgemeinde Oberelbert aufgeführt. Grundlage ist die Denkmalliste des Landes Rheinland-Pfalz (Stand: 21. Dezember 2021).

## Denkmalzonen
| Bezeichnung                              | Lage                    | Baujahr | Beschreibung | Bild |
| ---------------------------------------- | ----------------------- | ------- | --- | ---- |
| Denkmalzone Kurtrierische Wildbanngrenze | westlich des Ortes Lage | 1770    | Abschnitt der ehemaligen kurtrierischen Wildbanngrenze zwischen Welschneudorf und Wirges, Wall- und Grabenanlage, 1770 angelegt | BW   |

## Einzeldenkmäler
| Bezeichnung                            | Lage                 | Baujahr | Beschreibung                        | Bild                           |
| -------------------------------------- | -------------------- | ------- | ----------------------------------- | ------------------------------ |
| Katholische Pfarrkirche St. Laurentius | Hauptstraße 24a Lage | 1825–30 | Saalbau, 1825–30, neugotischer Chor | weitere Bilder Fotos hochladen |